# Brett Garsed
Brett Garsed (Victoria, 20 aprile 1963) è un chitarrista australiano fusion.

## Carriera
Brett inizia a suonare la chitarra all'età di 12 anni dopo aver ascoltato Ritchie Blackmore in Speed King dei Deep Purple; prende qualche lezione di chitarra elettrica e classica, ma principalmente il suo stile è il frutto di un approccio personale e originale allo strumento.
Nel luglio del 1985 appare sulla rivista Guitar Player nella pagina diretta da Mike Varney, dedicata ai nuovi talenti; questo lo incoraggia a lasciare il suo lavoro di idraulico qualificato per dedicarsi alla carriera di musicista professionista; manda delle registrazioni demo a tutte le etichette che riesce a trovare. Una di queste demo è ascoltata da Ross Fraser della Wheatley Organization, che gli propone un provino per un breve tour col cantante australiano John Farnham. Quest'ultimo, all'epoca membro della Little River Band aveva idea di creare un album solista e invita Garsed a partecipare al progetto. L'album che vien fuori, Whispering Jack, diventa uno dei dischi più venduti della storia della musica australiana, con il 'tutto esaurito' ad ogni tappa del tour in Australia ed Europa.
Garsed continua a suonare in tour e registrare con Farnham fino agli inizi del 1989, quando viene chiamato negli Stati Uniti per un provino per la band Nelson. Il provino è un successo e insieme al gruppo realizza un album, After the Rain, che vende circa 3 milioni di copie e dal quale si estraggono singoli di grande successo. All'inizio del 1990, incide per l'etichetta Legato Records di Mark Varney l'album Centrifugal Funk con altri due noti chitarristi, Frank Gambale e Shawn Lane.
Nel 1992 inizia assieme al chitarrista di Chicago T.J. Helmerich una fruttuosa collaborazione pubblicando il disco Quid Pro Quo, nel 1994 Exempt e nel 1999 Under the Lash of Gravity. Nel 2001 i due si uniscono a Dennis Chambers, Gary Willis e Scott Kinsey per registrare il progetto Uncle Moe's Space Ranch, che produrrà il suo secondo capitolo Moe's Town nel 2007.
Nel 2002 pubblica il suo primo album solista, intitolato Big Sky in cui emerge e si consolida ancor di più l'unicità del suo stile compositivo, del suo linguaggio improvvisativo e della sua tecnica strumentale.
Tornato a vivere in Australia, dopo 14 anni a Los Angeles, prosegue il suo lavoro con Farnham, alternandolo a numerose collaborazioni di prestigio, per giungere al suo secondo album solista, Dark Matter nel 2011.

## Stile
Una particolarità propria dello stile è l'uso massiccio del legato per quanto riguarda la mano sinistra e dell'hybrid picking (che unisce l'uso del plettro, tenuto da pollice e indice, alla tecnica classica applicata a medio, anulare e mignolo) per quanto riguarda la mano destra.
I chitarristi che maggiormente lo hanno influenzato sono stati Ritchie Blackmore, Jeff Beck, Jimmy Page, David Gilmour e Jimi Hendrix, così come Leo Kottke, Allan Holdsworth, Rory Gallagher e Edward Van Halen.

## Discografia

### Solista
- Big Sky (2002)
- Dark Matter (2011)

### Con T.J. Helmerich
- Quid Pro Quo (1992 - Legato Records)
- Exempt (1994 - Legato Records)
- Under the Lash of Gravity (1999 - Cooee Spide Music)
- Uncle Moe's Space Ranch (2001 - Tone Center)
- Uncle Moe's Space Ranch - Moe's Town (2007 - Tone Center)

### Con John Fahrman
- Whispering Jack (1986 - Wheatley Records PTY LTD)
- Age of Reason (1988 - Arista/Ariola Limited)
- Chain Reaction (1990 - Arista/Ariola Limited)
- Full House (1991 - BMG Arista/Ariola Limited)
- Romeo's Heart (1996 - BMG Australia Limited)
- Anthology 1 Greatest Hits 1986-1997
- Anthology 2 Classic Hits 1967-1985 (Recorded Live)
- Anthology 3 Rarities

### Con i Nelson
- After the Rain (1990)
- Because They Can (1995)
- Imaginator (1997)

### Altre Partecipazioni
- Adrian's Wall - Caught in the Web (1987 - Zoom Records Pty Ltd Australia)
- Various Artists - Guitar on the Edge
- MVP - Centrifugal Funk (1991 - Legato Records)
- Bobby Rock - Out Of Body (1996 - Paranormal Records)
- Harlan Cage (1998 - MTM Music)
- Jenna Music (1994-1998 Weeping Buddha Music)
- William Stravato - Survivor (1999 - Virtuoso Records)
- Derek Sherinian - Planet X (1999 - Magna Carta)
- On The Virg - Serious Young Insects (1999 - Vorticity Music Pty Ltd)
- The SWR Sound (1998 - SWR Records)
- Seventh Rize - Visceral Rock
- Bobby Rock - Groovin' in Tongues (1994, 2001 - Paranormal Records)
- Sam Aliano - Emalgamation (2001 - Vorticity Music Pty Ltd)
- Chris Maloney - Control
- Mojo - Tapestry (2002 - Mojobland Productions)
- Richard Hallebeek - Richard Hallebeek Project
- Ann-Marita (2004 - Ann-Marita Garsed)
- Planet X - Quantum (2007 - Inside Out Music)
- Derek Sherinian - Molecular Heinosity (2009)
- Gianluca Russo - Sedecim (2005, 2021 - Prosonic Records)